# Ňagaň
Ňagaň (rusky Ня́гань) je město v Chantymansijském autonomním okruhu – Jugře v Ruské federaci. Žije zde přibližně 63 tisíc obyvatel.

## Poloha
Ňagaň leží 230 kilometrů severozápadně od Chanty-Mansijska a 550 kilometrů severně od Ťumeně.

## Dějiny
Ňagaň byla založena v roce 1965 jako středisko pro zpracování dřeva, ale jeho význam začal prudce stoupat v sedmdesátých letech, kdy byla v oblasti nalezena ropa. Dne 15. srpna 1985 se Ňagaň stala městem.

### Rodáci
- Maria Šarapovová (*1987), tenistka
- Irina Gaidamačuková (*1972), sériová vražedkyně